# Saitis aranukanus
Espèce
Saitis aranukanus est une espèce d'araignées aranéomorphes de la famille des Salticidae.

## Distribution
Cette espèce est endémique des îles Gilbert aux Kiribati.

## Systématique et taxonomie
Pour Jerzy Prószyński, cette espèce est synonyme de Plexippus paykulli (Savigny et Audouin, 1825) à la répartition cosmopolite.

## Publication originale
- Roewer, 1944 : Einige Araneen von Prof. Dr. Sixten Bocks Pacifik-Expedition 1917-1918. Meddelanden från Göteborgs Musei Zoologiska Avdelning, vol. 104, p. 1-10.